# Gopher Flats
Gopher Flats è un census-designated place (CDP) degli Stati Uniti d'America, situato nello stato dell'Oregon, nella contea di Umatilla.